# Église Saint-Michel de Lyon
L'église Saint-Michel est un édifice religieux catholique situé dans le 7e arrondissement de Lyon, en France.

## Histoire
Le développement rapide du 7e arrondissement amène le cardinal Coullié, archevêque de Lyon, à créer la paroisse Saint-Michel en 1912. Une église est alors construite par l'architecte Bertrand Bonnamour et consacrée l'année suivante. Elle est totalement détruite par les bombardements du 26 mai 1944.
La nouvelle église est bâtie à partir de 1961 par l'architecte Marc Rinuccini.

## Description
À l'extérieur se trouve un campanile.
L'intérieur est éclairé par des vitraux de René-Maria Burlet, représentant notamment les signes du zodiaque dans le chœur, l'oiseau de feu dans le baptistère et saint Michel au revers de la façade. De part et d'autre du chœur, le même artiste a dessiné sur les murs les représentations des Noces de Cana et de la Cène.